# Гершензон, Дмитрий Лазаревич
Дмитрий Лазаревич Гершензон (укр. Дмитро Лазарович Гершензон; 9 марта 1956, Балта, Одесская область, УССР) — украинский музыкант, певец, композитор и аранжировщик. Заслуженный артист Украины (1996).
Известен участием в музыкальном дуэте «Свитязь» вместе с Анатолием Говорадло.

## Биография
Родился 9 марта 1956 года в городе Балта Одесской области. По национальности — еврей. Окончил в 1976 году музыкальное училище в городе Бельцы, Молдова.
Музыкальную карьеру начал в 1977 году в составе вокально-инструментального ансамбля «Днестр». В последующие годы выступал в различных коллективах: в 1978–1980 и 1981–1983 годах был участником ансамбля «Збруч» Тернопольской филармонии, а в 1980–1981 годах — ансамбля «Море» Крымской филармонии.
В 1983 году переехал в Луцк, Волынская область, где присоединился к ансамблю «Свитязь», став его музыкальным руководителем и занимая эту должность до 1994 года. В 1987 году к коллективу присоединился Анатолий Говорадло, с которым впоследствии Гершензон, после распада «Свитязи», создал одноимённый дуэт — преемника прежнего состава.
С 2005 года жил в Киеве. В 2013 году дуэт отметил своё 25-летие и вскоре распался. После этого Гершензон сосредоточился на профессиональной аранжировке, а в том же году репатриировался в Израиль, где начал вести авторскую программу «Фафа-ляля» на русскоязычной радиостанции «Первое радио 89.1FM».

## Личная жизнь
Женат на Ларисе Шевченко. Имеет двоих детей — сына и дочь. Сын, Владимир, окончил музыкальную школу по классу скрипки и занимается джазовой музыкой. Исповедует Итсизм.